# ПАТОС
ПАТОС (Покретни Алтернативни Театар Омладине Смедерева) основан је 1986. године у Смедереву. Оснивач овог позоришта, које је практично потомак позоришта ОПС (Омладинско позориште Смедерево), јесте Бранислав Б. Чубриловић Чуби (1951–2005).
ПАТОС је једина трупа у Смедереву која се перманентно бави сценским уметностима. Позоришну групу чине 35 чланова са око 15 уметника сарадника који се баве различитим уметничким дисциплинама. ПАТОС организује радионице преко целе године, и има више својих продукција на крају сезоне уз једну копродукцију (најчешће инострану).
Чланови ПАТОС-а организацију интернационални мултимедијални фестивал ПАТОСОФФИРАЊЕ.
Позориште додељује награду „Нико Гароне” за посебно ангажовање новинара, редакција и медијских кућа у области културе. За 2018. годину добитница је Соња Ћирић.

## Представе
1. Рашко и Невена, режија: Владислав Нешић
2. Бранислав Нушић, Сумњиво лице, режија: Бранислав Чубриловић
3. А. П. Чехов, Просидбе, режија: Бранислав Чубриловић
4. Луис Буњуел, Хамлет, режија: Бранислав Чубриловић
5. Александар Поповић, Крмећи кас, режија: Бранислав Чубриловић
6. Руцанте, Билора, режија: Бранислав Чубриловић
7. Руцанте, Мушица, режија: Бранислав Чубриловић
8. Владимир Дасукидис, Оправљамо кишобране, режија: Владимир Дасукидис
9. Владимир Дасукидис, Скоро монодрама, режија: Владимир Дасукидис
10. Алфред Жари, Краљ Иби, режија: Бранислав Чубриловић
11. Владимир Дасукидис, Наказе, режија: Владимир Дасукидис
12. Горан Јовишић, Кућа насред пута, режија: Горан Јовшић
13. Александар Поповић, Друга врата лево, режија: Бранислав Чубриловић
14. Паклена поморанџа, режија: Бранислав Чубриловић
15. Кабаре таблица множења, режија: Бранислав Чубриловић
16. Владимир Дасукидис, Заврзлама, режија: Владимир Дасукидис
17. Александар Поповић, Тајна веза, режија: Бранислав Чубриловић
18. Ј. С. Поповић, Покондирена тиква, режија: Бранислав Чубриловић
19. Душко Радовић, Капетан Џон Пиплфокс, режија: Бранислав Чубриловић
20. Тадеуш Ружевич, Картотека, режија: Бранислав Чубриловић
21. Ежен Јонеско, Ћелава певачица, режија: Бранислав Чубриловић
22. Владимир Дасукидис, Смрт добре наде, режија: Владимир Дасукидис
23. Жан Жане, Слушкиње, режија: Бранислав Чубриловић
24. Милан Благојевић, Лудачки мат, режија: Бранислав Чубриловић
25. Бранислав Нушић, Ожалошћена породица, режија: Бранислав Чубриловић
26. Светислав Басара, Оксиморон, режија: Јована Нешовић
27. Ежен Јонеско, Жак или покорност (Будућност је у јајима), режија: Гојко Милићевић
28. Бранислав Нушић, Мува Аналфабета, режија: Бранислав Чубриловић
29. Александар Обреновић, Клим клем, режија: Бранислав Чубриловић
30. Шандор Косо, Хало, да ли ме неко чује, режија: Бранислав Чубриловић
31. Бранислав Чубриловић, Мој свет, режија: Јелена Добрић
32. Бранислав Чубриловић, Венерина оса, режија: Бранислав Чубриловић
33. Александар Поповић, Смртоносна мотористика, режија: Миљан Губеринић
34. Teatro LAH CHO, режија: Орасио Салинас (Мексико)
35. Орасио Салинас, Мајка земља, режија: Орасио Салинас (Мексико)
36. Орасио Салинас, Сан о Нушићу, режија: Орасио Салинас (Мексико)
37. Биљана Србљановић, Породичне приче, режија: Миљан Губеринић
38. Сан летње ноћи, режија: Салваторе Трамаћере
39. Антоан де Сент Егзипери, Мали принц, режија и драматизација: Сунчица Милосављевић
40. Браћа Грим, драматизација: Драгица Ранковић-Веселиновић, Миљан Губеринић, Ивица и Марица, режија: Миљан Губеринић
41. Просјачка опера, режија: Салваторе Трамаћере
42. Горан Завршник, Бирократа, режија: Горан Завршник (Словенија)
43. Марина Миливојевић-Мађарев, Град, режија: Сунчица Милосављевић
44. ЕГО/АЛТЕР ЕГО, режија: Миљан Губеринић
45. Саша Ракеф, Medeja Blossoming, режија: Саша Ракеф (Словенија)
46. Игор Бојовић, Баш-Челик, режија: Сунчица Милосављевић
47. Милан Марковић, GOOD BOY, режија: Сунчица Милосављевић
48. Шест позоришних љубави једног вируса, режија: Зоран Рајшић
49. Салваторе Трамаћере, Пластичне баште (Giardini di Plastica), режија: Салваторе Трамаћере (Италија)
50. Брат, режија: Салваторе Трамаћере
51. Капетан Џон Пиплфокс, режија: Миљан Губеринић и Никола Јовановић
52. Секс, лажи и дивље гуске, режија: Саша Олсберг
53. Чаробњак из Оза, режија: Анђелка Вулић и Никола Јовановић

Све представе код којих није потписан аутор текста, настале су кроз радионице, заједничким стварањем свих учесника у пројекту.
Са представом Брат позориште је наступало на неколико фестивала, широм земље, али и по иностранству попут фестивала Castel dei Mondi у италијанском граду Андрија, као и на Напуљском позоришном фестивалу у Напуљу.

## Награде
1. Награда за најбољу режију Браниславу Чубриловићу, 1986, на Републичком фестивалу Дани културе младих, за представу Сумњиво лице
2. 1. награда, 1992, на Фестивалу малих и експерименталних форми у Панчеву и 1. награда на 27. Брамсу за представу Краљ Иби
3. 3. награда, 1993, на фестивалу малих и експерименталних форми у Панчеву за представу Оправљамо кишобране
4. Награда за сценографију,1993, на фестивалу малих и експерименталних форми у Панчеву за представу Оправљамо кишобране
5. Награда за најбољу споредну улогу,1993, на фестивалу малих и експерименталних форми у Панчеву за представу Оправљамо кишобране
6. 1. награда за женску и мушку улогу, 1996, на Окружном такмичењу у Великој Плани
7. Награда за најбољу представу, 1997, на 39. Међуокружној смотри АП Књажевац, за представу Клим Клем
8. Награда за сценски говор, 1997, на 39. Међуокружној смотри АП Књажевац, за представу Клим Клем
9. Бела рука пријатељства, 1999, на фестивалу Театар за мир у Разграду (Бугарска), за представу Кабаре - таблица множења
10. Награда за глумачко остварење Душану Томићу, 2000, на 42. Фестивалу драмских аматера Србије у Кули, за улогу у представи Мува Аналфабета
11. Бронзана маска, 2002, на Трема фесту у Руми, за представу
12. Награда за сценски покрет и пантомиму Миљану Губеринићу, 2004, на Фестивалу нових театарских форми у Смедеревској Паланци, у представи Мој свет
13. Награда за ново читање текста, 2007, Трема фест, Рума, представи Мали принц
14. Награда за најбољу режију Сунчици Милосављевић, 2007, на Другом интернационалном фестивалу аматерског стваралаштва, Лакташи (Босна и Херцеговина) за представу Мали принц
15. Награда за најбољу женску улогу Анђелки Вулић, 2007, на Другом интернационалном фестивалу аматерског стваралаштва, Лакташи (Босна и Херцеговина), за представу Мали принц
16. Награда за најбољу споредну улогу Николи Јовановићу, 2007, на Другом интернационалном фестивалу аматерског стваралаштва, Лакташи (Босна и Херцеговина), за представу Мали принц
17. Награда за најбољу музику Ненаду Билију Урошевићу, 2007, на Међународном фестивалу ауторске поетике, Мостар (Босна и Херцеговина), за представу Мали принц
18. Награда за најбољу музику Ненаду Билију Урошевићу, 2007, на Трема фесту у Руми, за представу Мали принц
19. Награда Бранислав Чубриловић Саши Ракеф (Словенија), 2008, на Међународном мултимедијалном фестивалу ПАТОСОФФИРАЊЕ 4, за представу
20. Награда за најбољу женску улогу Ани Пашти, 2009, на 16. Фестивалу нових театарских форми у Смедеревској Паланци, за представу Град
21. Награда за најбољи костим, 2009, на 16. Фестивалу нових театарских форми у Смедеревској Паланци, за представу ЕГО/АЛТЕР ЕГО
22. Бронзана маска, 2009, на Трема фесту у Руми, за представу Просјачка опера
23. Награда за тотал дизајн, 2010, на Трема фесту у Руми, за представу Пластичне баште
24. Међународна награда „Тереса Помодоро" за најбољу социјалну драму у Италији зa 2010. годину, за представу Брат
25. СВЕТОСАВСКА ПОВЕЉА ГРАДА СМЕДЕРЕВА за 2011. годину (најпрестижније признање које град додељује за посебан допринос у промоцији града)
26. Трећа награда дечијег жирија на 9. Дечјем Фестивалу „Позориште Звездариште" у Београду за представу Пластичне Баште
27. Награда за најбољу представу на 3. Дечијем фестивалу „ЗајеЧар" у Зајечару за представу Пластичне Баште
28. Специјална награда за друштвени ангажман на 3. Међународном амбијенталном фестивалу „Тврђава Театар" за представу Брат
29. Награда за најбољу представу на фестивалу ФАК у Постојини (Словенија), за представу Пластичне баште
30. Награда за успешни позоришни експеримент на међународном позоришном фестивалу ГЕСТ у Сечању, 2013. године